# Município de Franklin (condado de Darke, Ohio)
Localização do Ohio nos E.U.A.
O município de Franklin (em inglês: Franklin Township) é um município localizado no condado de Darke no estado estadounidense de Ohio. No ano de 2010 tinha uma população de 1241 habitantes e uma densidade populacional de 19 pessoas por km².

## Geografia
O município de Franklin encontra-se localizado nas coordenadas 40° 02′ 37″ N, 84° 28′ 10″ O. Segundo a Departamento do Censo dos Estados Unidos, o município tem uma superfície total de 65.31 km², da qual 65,28 km² correspondem a terra firme e (0,04 %) 0,02 km² é água.

## Demografia
Segundo o censo de 2010, tinha 1241 pessoas residindo no município de Franklin. A densidade populacional era de 19 hab./km².